# Mala Prespa
Pour les articles homonymes, voir Prespa (homonymie).

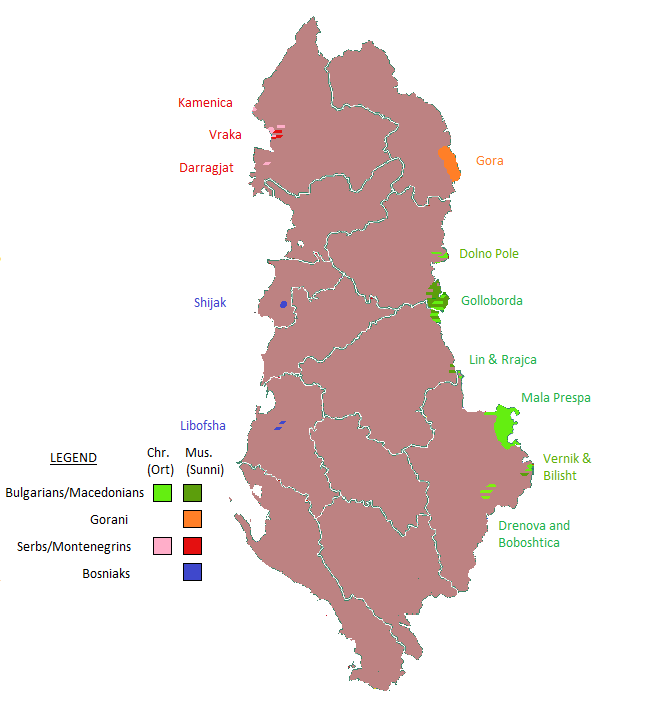
Localisation historique des groupes slaves en Albanie.

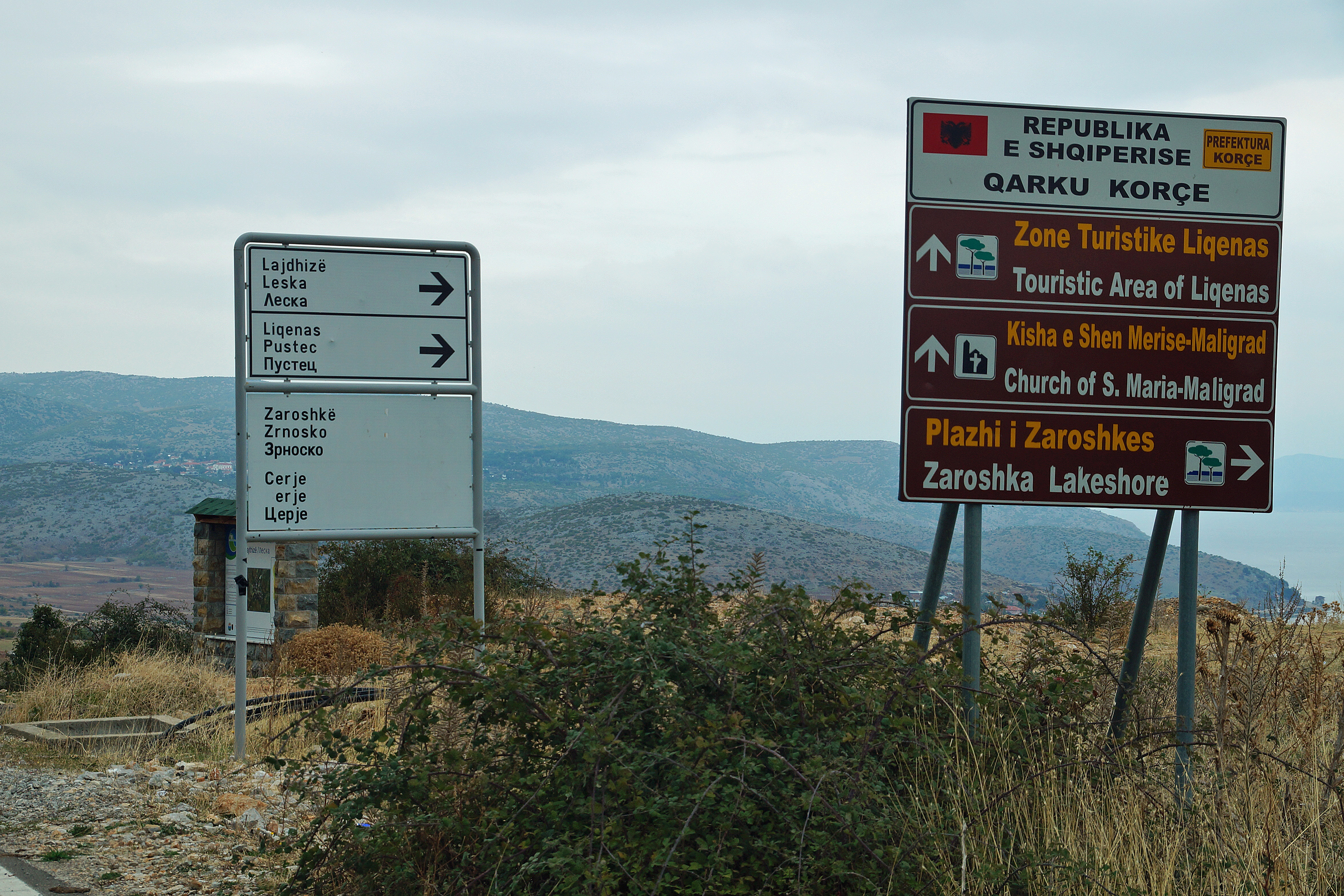
Signalisation routière bilingue en albanais et en macédonien dans la commune de Pustec.

Mala Prespa (en macédonien : Мала Преспа, litt. « Petit Prespa ») est une région du sud-est de l'Albanie, formant la partie albanaise de la région transfrontalière de Prespa, partagée avec la Macédoine du Nord et la Grèce. Elle s'étend sur la rive occidentale du lac Prespa, à proximité des frontières macédonienne et grecque. Administrativement, elle se trouve dans la préfecture de Korçë, à la limite des communes de Pogradec et de Devoll, et correspond au territoire de la commune de Pustec.
La région est officiellement reconnue par l'État albanais comme une zone de minorité ethnique macédonienne. D'après le recensement de 2011, environ 5 000 personnes se sont identifiées comme Macédoniens en Albanie, la grande majorité résidant à Mala Prespa. Ces derniers constituent environ 97 % de la population de la commune de Pustec. Le macédonien y est utilisé comme langue de communication, notamment dans les écoles primaires et l’administration locale, en vertu des droits accordés aux minorités nationales.
En plus de la population macédonienne, la région abrite également un petit groupe d'Aroumains (ou Valaques), présents dans certains villages, bien que leur nombre soit difficile à estimer précisément.